# Mohtaram Eskandari
Mohtaram Eskandari (en persa: محترم اسکندری‎; 1895-27 de julio de 1924) fue una intelectual iraní, pionera del movimiento de mujeres en Irán. Fue cofundadora y primera líder de Jam'iyat-e Nesvan-e Vatankhah, la primera asociación de derechos de las mujeres en Persia.
Como primera presidenta y editora del periódico Nesvan Watan Khaw, Eskandari dio conferencias en apoyo de los derechos de las mujeres, incluida la educación de las mujeres y la eliminación del velo. También planeó manifestaciones para los miembros de la asociación.

## Biografía
Mohtaram nació en 1895 en una familia liberal, intelectualmente vibrante y políticamente activa en Teherán. Su padre, Mohammad Ali Mirza Eskandari (Príncipe de Ali Khan), fue un constitucionalista y fundador de la Sociedad Adamiat y enseñó en Dar ul-Funun. Primero estudió en casa con su padre y recibió una educación en literatura persa y francesa bajo la supervisión de Mirza Mohammad Ali Khan Mohaqqeqi. Eskandari y Mohaqqeqi se casaron después de un tiempo.
De adulta, Eskandari sufrió una lesión en la médula espinal, enseñó durante algún tiempo y trabajó como directora de una escuela estatal para niñas. Su insatisfacción con el estado de los derechos de las mujeres en Persia después de la revolución constitucional la llevó a establecer Jam'iyat-e Nesvan-e Vatankhah, la Asociación Patriótica de Mujeres de Irán, en 1922, que fusionó de manera única el feminismo y el nacionalismo iraní. En ella impartía conferencias, administraba la revista de la asociación y planificaba las manifestaciones de la comunidad. En una de estas quemaron folletos publicados en contra las mujeres, lo que resultó en el arresto de Mohtaram por parte de funcionarios del gobierno. Pero esto hizo que su nombre fuera muy conocido entre el pueblo de Irán. Fundó también una escuela para mujeres adultas y promovió el uso de bienes nacionales.
Mohtaram Eskandari murió a la edad de 29 años en Teherán en julio de 1924, debido a complicaciones de una cirugía de espalda a la que se había sometido cuando era niña.

## Asociación de mujeres

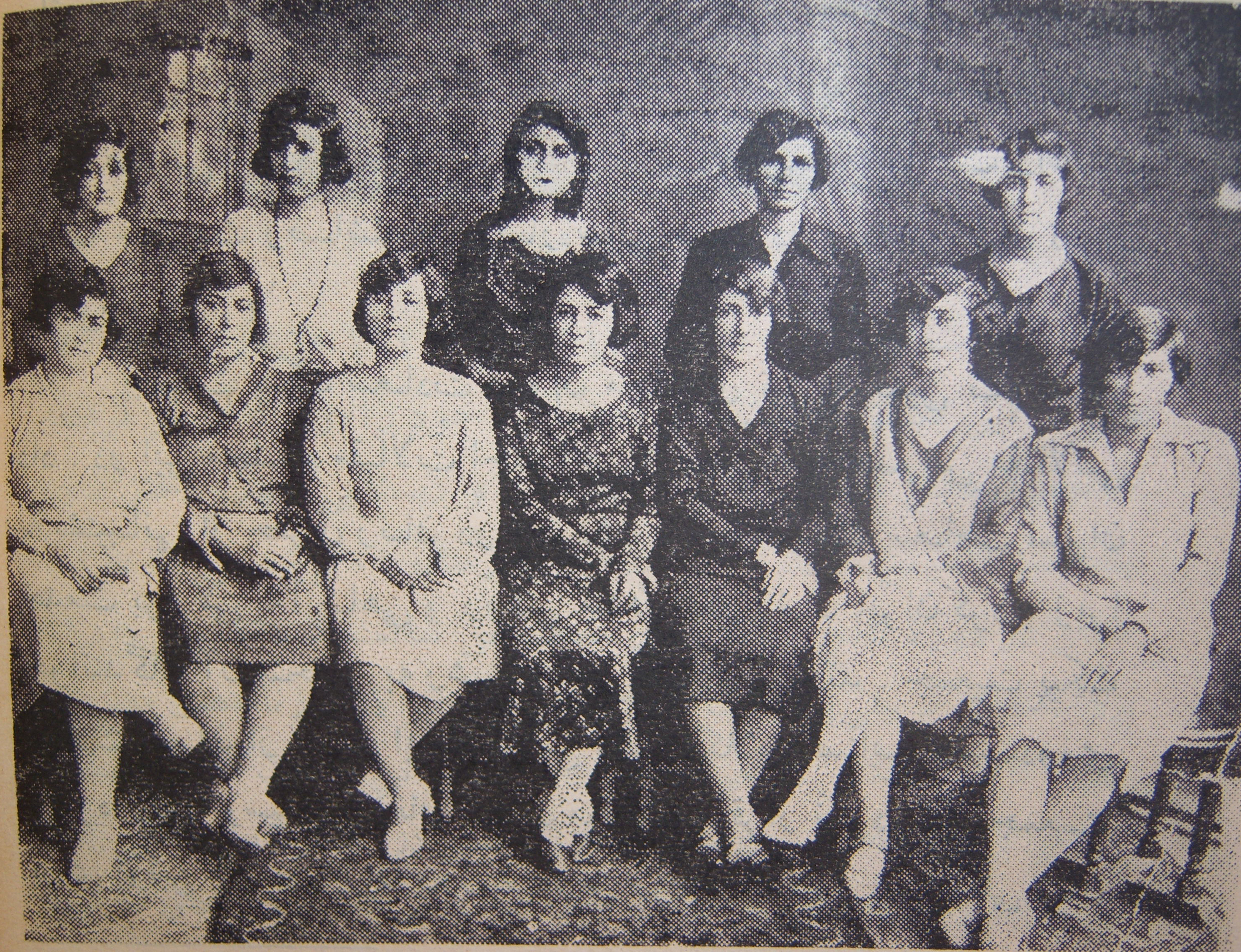
Junta directiva de la Asociación Patriótica de Mujeres de Irán (Jam'iyat-e Nesvan-e Vatankhah), Teherán, 1922-1932

En 1922 se estableció la Asociación Patriótica de Mujeres con el trabajo de Mohtaram Eskandari, Nurolhouda Mangeneh, Mastureh Afshar y Madam Fakhr Afagh. El derecho a la educación de las mujeres era uno de los objetivos más importantes de esta asociación.
La junta directiva de la asociación fue conformada con diez mujeres, quienes eligieron a Eskandari como la primera presidenta de la comunidad.
La asociación, en el camino hacia los objetivos de la educación y el aprendizaje de las mujeres, publicó la revista Nasvan–e Vatankhah (en persa: Las mujeres patrióticas), a raíz del inicio de clases para mujeres mayores. La revista era el órgano oficial de la comunidad que se centraba en cuestiones de mujeres y sus derechos. Su propietaria fue Madam Molouk Eskandari y su primera directora fue Mohtaram Eskandari. La revista publicó once números a lo largo de tres años (de 1923 a 1926) y atrajo a muchas mujeres liberales.

## Rebelde contra la maldad de las mujeres
‘Mujeres malvadas’ (en persa: مکر زنان‎ ) es el nombre que recibe un libro escrito por varios opositores a la educación y la libertad de las mujeres en Teherán. Esta publicación fue vendida por los muchachos en las plazas principales de la ciudad. Noor-ol-Hoda Mangeneh escribió en sus memorias lo insultante que era y mencionó lo siguiente:

Había libros publicados en nombre de las mujeres malvadas, de los que, cada día, los jóvenes vendedores de periódicos se apoderaban de un gran número y gritaban a voz: el libro de la maldad de las mujeres, la maldad de las mujeres, las mujeres malvadas... Así que decidimos que, ciertos días, a las diez de la mañana, unas siete u ocho mujeres de nuestra asociación se reunieran en la plaza Sepah, y cada diez, quince, veinte ejemplares de esos libros fueran arrebatados a los niños y prendidos fuego con las cerillas que teníamos.

Entonces, un día, Mohtaram Eskandari, junto con siete mujeres liberales, fue a la plaza Toopkhaneh para quitarle los libros a los vendedores que estaban allí. Prendieron fuego a las obras en medio de la plaza, en el mismo lugar donde antiguamente fueron ahorcados los constitucionalistas. Cuando los vendedores pidieron que les pagaran, Mohtaram y las otras mujeres les dijeron que no recibirían ningún dinero.

## Arresto por rebelión
Después de quemar los libros en la plaza y de que los muchachos lloraran a gritos por sus libros quemados, la policía detuvo a las mujeres y las llevó a la comisaría. Las mujeres fueron llevadas a diferentes habitaciones e interrogadas por separado. En el libro Iranian Woman from Constitutionalism to the White Revolution, Badr al-Molouk escribió:

Mohtaram Eskandari dijo en el tribunal gubernamental que quemamos los libros para mostrar nuestra acción en defensa del honor y la rectitud de vuestras madres y hermanas. Tenemos sabiduría, como todos los seres humanos, y no somos malvadas. Sus apasionadas e intensas palabras influyeron en los funcionarios del tribunal y consiguieron que la apoyaran.

El nombre de Mohtaram Eskandari fue registrado como el de la primera mujer arrestada en la historia contemporánea por rebelión en Irán. 

## Enfermedad y muerte
Mohtaram estuvo hospitalizada durante algún tiempo después del arresto debido a la gravedad de la enfermedad que tenía y los médicos dijeron que se debía realizar una cirugía en la columna vertebral. Había tenido la enfermedad desde la infancia y se burlaban de ella porque siempre tenía la espalda encorvada. Incluso estando enferma, continuó sus esfuerzos por la igualdad de las mujeres y aconsejó a las mujeres de la asociación que no dejaran un momento de su trabajo para las mujeres y siguieran conquistando sus derechos.
Eskandari murió en julio de 1924, cuando tenía 29 años. Su muerte trajo dolor y tristeza entre quienes la distinguieron y trabajaron con ella.
Sediqeh Dowlatabadi escribió:

El reciente incidente de la pérdida de Mohtaram Eskandari, me ha deprimido tanto que no puedo explicarlo, porque conozco los grandes esfuerzos de esta valiente iraní y concibo su pérdida como una gran desgracia. Sí, sus sacrificios fueron admirables. Nunca olvidaré que la condenaron repetidamente en las conferencias. Pero ella escuchaba todo e intentaba no angustiarse ni alterarse. Con paso firme y determinación, siguió adelante con sus objetivos. En mi vida, fue la primera mujer iraní que he visto que nunca se cansó de hacer todo lo posible por alcanzar la meta que tenía en mente. Sólo espero que todas las mujeres de mi patria no dejen que desaparezca el trabajo de esta respetable mujer y que no se rompan los cimientos que ella había establecido.